# Alie Boorsma
Aaltje Grietje „Alie” Boorsma (ur. 22 lipca 1959 w Drachten) – holenderska panczenistka.

## Kariera
Największy sukces w karierze Alie Boorsma osiągnęła w 1982 roku, kiedy zajęła piąte miejsce podczas sprinterskich mistrzostw świata w Alkmaar. W biegach na 500 m zajęła tam ósme i szóste miejsce, a w biegach na 1000 m była siódma i ósma. W tym samym roku zajęła też siódme miejsce na wielobojowych mistrzostwach świata w Inzell. Jej najlepszym wynikiem na tej imprezie było trzecie miejsce w biegu na 500 m. W 1984 roku wzięła udział w igrzyskach olimpijskich w Sarajewie, zajmując 33. miejsce w biegu na 500 m (po upadku) i 23. miejsce na dwukrotnie dłuższym dystansie. Nigdy nie brała udziału w zawodach Pucharu Świata. Wielokrotnie zdobywała medale mistrzostw Holandii, w tym złote w wieloboju w latach 1981–1982 i w sprincie w 1983 roku. W 1987 roku zakończyła karierę.